# Buffy contre les vampires, Saison neuf
Buffy contre les vampires, Saison neuf, est une série de comic books éditée par Dark Horse Comics.  
Cette saison éditée à partir de septembre 2011 fait suite directement aux événements dramatiques de la fin de la saison huit. Elle est composée de Buffy contre les vampires (25 épisodes),  Angel & Faith (25 épisodes), Spike : A dark place (5 épisodes) et Willow : Wonderland (5 épisodes). 

## Buffy contre les vampires
Scénario : Andrew Chambliss
Dessins : Georges Jeanty
Synopsis

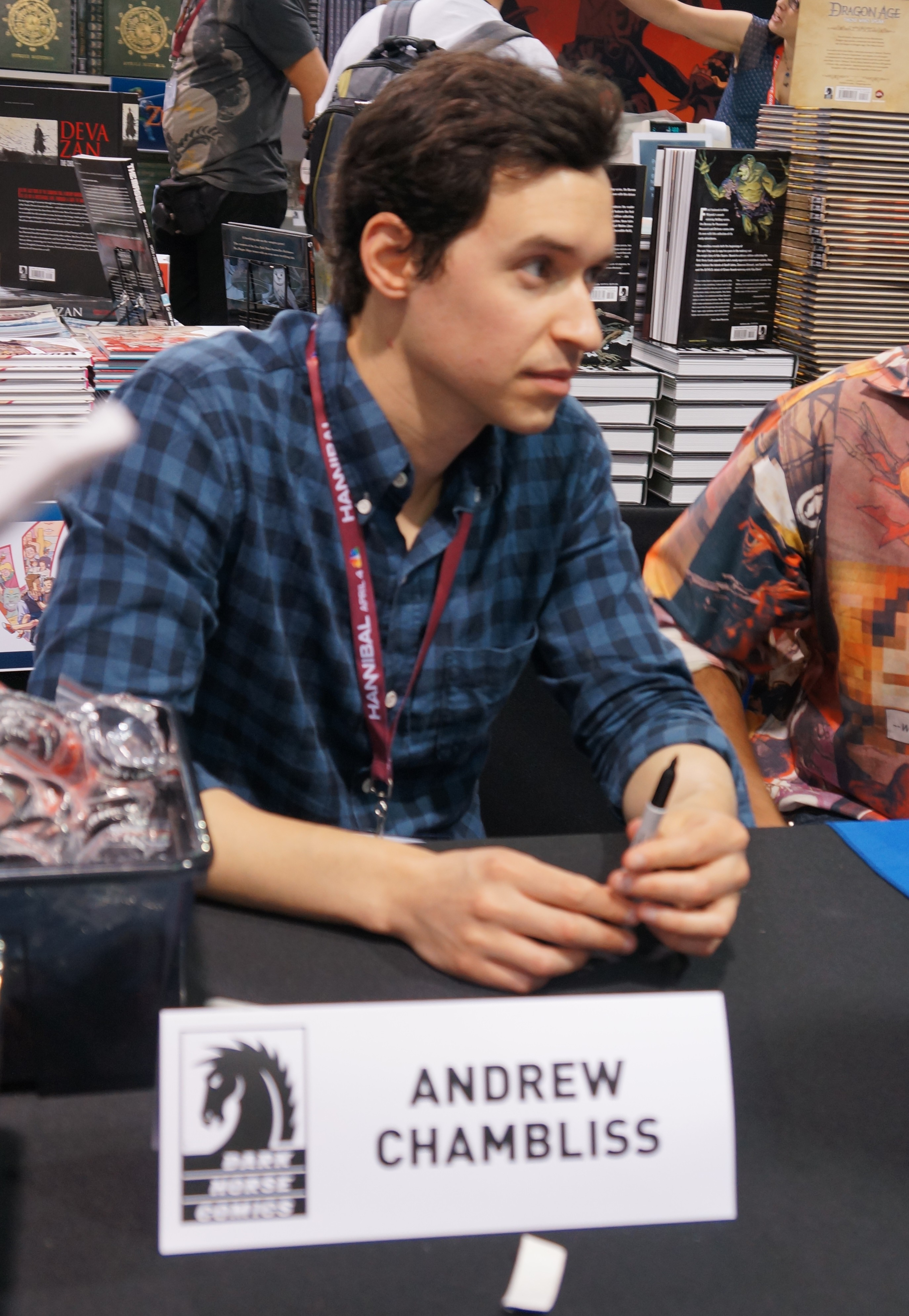
Andrew Chambliss, le principal scénariste de cette neuvième saison au Wondercon 2013.

Buffy a supprimé tout lien entre le monde et les dimension infernales. Dans un univers privé de magie, elle est désormais serveuse et sans véritable but dans la vie. Récemment arrivée à San Francsico, l'héroïne veut prendre un nouveau départ et se concentrer sur ce qu'elle fait le mieux: tuer des vampires. Mais ces derniers semblent victimes d'une épidémie qui les transforme en... "zompires"!
Buffy poursuit toujours sa lutte contre les vampires et autres démons à San Francisco tout en essayant d'avoir une vie un peu plus calme mais de nouveaux problèmes se profilent à l'horizon. En effet, les vampires subissent une transformation qui les changent en une sorte de zombie à la suite de la disparition de la magie. Buffy va faire la connaissance d'un chasseur de vampires un peu différent de ses amis et qui s'intéresse à la mode. De plus, la police s'intéresse de près à Buffy depuis qu'elle a réussi à s'évader de sa garde à vue. Alex et Dawn commencent à avoir quelques problèmes de couples et Willow a quant à elle du mal à se remettre la disparition de toute la magie et compte bien la faire revenir.
Parutions américaines
1. Freefall, Part I : 14 septembre 2011
2. Freefall, Part II : 12 octobre 2011
3. Freefall, Part III : 9 novembre 2011
4. Freefall, Part IV : 14 décembre 2011
5. Slayer, interrupted : 11 janvier 2012
6. On your own, Part I : 8 février 2012
7. On your own, Part II : 14 mars 2012
8. Apart (of me), Part I : 11 avril 2012
9. Apart (of me), Part II : 9 mai 2012
10. Apart (of me), Part III : 13 juin 2012
11. Guarded, Part I : 11 juillet 2012
12. Guarded, Part II : 8 août 2012
13. Guarded, Part III : 12 septembre 2012
14. Billy the vampire slayer, Part I : 10 octobre 2012
15. Billy the vampire slayer, Part II : 14 novembre 2012
16. Welcome to the team, Part I : 12 décembre 2012
17. Welcome to the team, Part II : 9 janvier 2013
18. Welcome to the team, Part III : 13 février 2013
19. Welcome to the team, Part IV : 13 mars 2013
20. The Watcher : 10 avril 2013
21. The core, Part I : 8 mai 2013
22. The core, Part II : 12 juin 2013
23. The core, Part III : 10 juillet 2013
24. The core, Part IV : 14 août 2013
25. The core, Part V : 11 septembre 2013

Parutions françaises
1. Tome 1 : Chute libre: 9 mai 2012
2. Tome 2 : Toute seule : 5 décembre 2012
3. Tome 3 : Protection : 5 juin 2013
4. Tome 4 : Bienvenue dans l'équipe : 6 novembre 2013
5. Tome 5 : Le noyau : 28 mai 2014

## Angel & Faith
Scénario : Christos Gage
Dessins : Rebekah Isaacs
Synopsis
Parutions américaines
1. Live through this, Part I : 31 août 2011
2. Live through this, Part II : 28 septembre 2011
3. Live through this, Part III : 26 octobre 2011
4. Live through this, Part IV : 30 novembre 2011
5. In perfect Harmony : 28 décembre 2011
6. Daddy issues, Part I : 25 janvier 2012
7. Daddy issues, Part II : 29 février 2012
8. Daddy issues, Part III : 28 mars 2012
9. Daddy issues, Part IV  : 25 avril 2012
10. Women of a certain age : 30 mai 2012
11. Family reunion, Part I : 27 juin 2012
12. Family reunion, Part II : 25 juillet 2012
13. Family reunion, Part III : 29 août 2012
14. Family reunion, Part IV : 26 septembre 2012
15. The hero of his own story : 31 octobre 2012
16. Death and consequences, Part I : 28 novembre 2012
17. Death and consequences, Part II : 19 décembre 2012
18. Death and consequences, Part III : 30 janvier 2013
19. Death and consequences, Part IV : 27 février 2013
20. Spike & Faith : 27 mars 2013
21. What you want not what you need, Part I : 24 avril 2013
22. What you want not what you need, Part II : 29 mai 2013
23. What you want not what you need, Part III : 26 juin 2013
24. What you want not what you need, Part IV : 31 juillet 2013
25. What you want not what you need, Part V : 28 août 2013

Parutions françaises
1. Tome 1 : L'épreuve : 22 août 2012
2. Tome 2 : La figure du père : 10 avril 2013
3. Tome 3 : Réunion de famille : 25 septembre 2013
4. Tome 4 : Morts et conséquances : (pas de sortie prévue)
5. Tome 5 : What you want not what you need : (pas de sortie prévue)

## Spike: Un sombre refuge
Scénario : Victor Gischler
Dessins : Paul Lee et Cliff Richards
Synopsis
Spike a une nouvelle fois tenté de pousser Buffy à assumer ses sentiments pour lui, mais en vain. Il décide alors de se réfugier de l'autre côté de la Lune. Son voyage donnera lieu a une rencontre avec un dangereux groupe de démons, qui se traduira par un nouveau périple inattendu... à Sunnydale !
Parutions américaines
1. A dark place, Part I  : 22 août 2012
2. A dark place, Part II  : 19 septembre 2012
3. A dark place, Part III : 24 octobre 2012
4. A dark place, Part IV : 21 novembre 2012
5. A dark place, Part V  : 19 novembre 2012

Parution française
1. Un sombre refuge : 3 juillet 2013

## Willow: Wonderland
Scénario : Jeff Parker
Dessins : Brian Ching
Synopsis
Armée de la faux cassée de Buffy, Willow est entrée dans une autre dimension et a commencé une quête pour rapporter la magie sur Terre. Elle doit garder son côté le plus sombre de soi à distance alors qu'elle se bat contre les démons, la femme serpent (Aluwyn) et le type à cornes (Marrak), ainsi que son propriétaire ! Des visages familiers aideront Willow dans sa quête et la conduiront sur le chemin de la découverte de soi, même si elle n'engrange pas ce qu'elle espérait le plus...
Parutions américaines
1. Wonderland, Part I : 7 novembre 2012
2. Wonderland, Part II : 5 décembre 2012
3. Wonderland, Part III : 2 janvier 2013
4. Wonderland, Part IV : 6 février 2013
5. Wonderland, Part V : 6 mars 2013

Parution française
1. Wonderland : (pas de sortie prévue)

## Résumé ordre chronologique de lecture
01 Buffy - Tome 1 : Chute libre: 9 mai 2012
02 Angel & Faith - Tome 1 : L'épreuve : 22 août 2012
03 Buffy - Tome 2 : Toute seule : 5 décembre 2012
04 Angel & Faith - Tome 2 : La figure du père : 10 avril 2013
05 Buffy - Tome 3 : Protection : 5 juin 2013
06 Angel & Faith - Tome 3 : Réunion de famille : 25 septembre 2013
07 Willow : Wonderland
08 Buffy - Tome 4 : Bienvenue dans l'équipe : 6 novembre 2013
09 Spike : Un sombre refuge : 3 juillet 2013
10 Angel & Faith - Tome 4 : Morts et conséquences
11 Buffy - Tome 5 : Le noyau : 28 mai 2014
12 Angel & Faith - Tome 5 : What you want not what you need